# Ghiacciaio Perunika
Il Ghiacciaio Perunika (in lingua bulgara: ледник Перуника, Lednik Perunika; in lingua inglese: Perunika Glacier) è un ghiacciaio antartico a forma di mezzaluna, lungo 8 km e largo 3 km, situato nel settore orientale dell'Isola Livingston, che fa parte delle Isole Shetland Meridionali, in Antartide. 

## Caratteristiche
È situato a est del Ghiacciaio Pimpirev, a sud di Saedinenie Snowfield, a sudovest del Ghiacciaio Kaliakra, a ovest del Ghiacciaio Huron, e a nord del Balkan Snowfield e della testata del Ghiacciaio Huntress.
È delimitato a sud-sudovest dal Pliska Ridge, a sud dal Nesebar Gap, a est dal Wörner Gap, e a nord-nordest dal Bowles Ridge. Fluisce in direzione  nordest tra Burdick Ridge e Bowles Ridge, poi a nord del Rezen Knoll gira verso ovest-sudovest e confluisce nella testata dell'Emona Anchorage tra Bulgarian Beach e Pimpirev Beach.
Il ghiacciaio è costellato di crepacci nella parte inferiore e riceve flussi di ghiaccio anche dal Balkan Snowfield e da parte della calotta di ghiaccio dell'isola situata a ovest di Hemus Peak e Gurev Gap e a sud di Saedinenie Snowfield.
Mostra segni di attività piroclastica tipica della glaciologia della regione e che deriva dall'attività vulcanica dell'Isola Deception, localizzata a meno di 40 km di distanza.  

## Denominazione
La denominazione deriva da quella del villaggio di Perunika, situato nei Monti Rodopi, nella parte meridionale della Bulgaria, al confine con la Grecia. Perunika a sua volta trae il nome da quello di Perun, una divinità dell'antica mitologia slava.

## Localizzazione
Il ghiacciaio è centrato alle coordinate 62°36′45″S 60°15′48″W.
Mappatura spagnola (con particolare dettaglio per la parte inferiore) da parte del Servicio Geográfico del Ejército nel 1991; mappatura bulgara della parte terminale del ghiacciaio durante l'estate 1995-96; mappatura topografica bulgara nel 2005 e 2009 sulla base dei dati della campagna di rilevazione Tangra 2004/05. 

## Mappe
- Isla Livingston: Península Hurd. Mapa topográfico de escala 1:25 000. Madrid: Servicio Geográfico del Ejército, 1991.
- L.L. Ivanov. Livingston Island: Central-Eastern Region. Scale 1:25000 topographic map.  Sofia: Antarctic Place-names Commission of Bulgaria, 1996.
- L.L. Ivanov et al. Antarctica: Livingston Island and Greenwich Island, South Shetland Islands. Scale 1:100000 topographic map. Sofia: Antarctic Place-names Commission of Bulgaria, 2005.
- L.L. Ivanov. Antarctica: Livingston Island and Greenwich, Robert, Snow and Smith Islands. Scale 1:120000 topographic map. Troyan: Manfred Wörner Foundation, 2010. ISBN 978-954-92032-9-5 (First edition 2009. ISBN 978-954-92032-6-4)
- Antarctic Digital Database (ADD). Scale 1:250000 topographic map of Antarctica. Scientific Committee on Antarctic Research (SCAR). Since 1993, regularly upgraded and updated.
- L.L. Ivanov. Antarctica: Livingston Island and Smith Island. Scale 1:100000 topographic map. Manfred Wörner Foundation, 2017. ISBN 978-619-90008-3-0